# فلسفة القرن السابع عشر
عصر العقلانيَّة أو عصر العقل (بالإنجليزية: Age of Reason) هي حقبة في التاريخ شدَّد فيها الفلاسفة على العقل باعتبارة أفضل وسيلة لمعرفة الحقيقة. وقد بدأت حقبة عصر العقل في أوائل القرن السابع عشر الميلادي، واستمرت حتى أواخر القرن الثامن عشر الميلادي. برز في عصر العقل عدة فلاسفة فرنسيين مثل : المركيز دو كوندورسيه، رينيه ديكارت، دنيس ديدرو، جان جاك روسو، فولتير، إضافة إلى الفيلسوف الإنجليزي جون لوك.
اعتمد زعماء عصر العقل اعتمادًا كبيرًا على المنهج العلمي، بتشديده على التجريب والملاحظة الدقيقة. ولقد أحدثت هذه الحقبة تطورات مهمة عديدة في مجالات مثل: علم التشريح، علم الفلك، الكيمياء، الرياضيات، والفيزياء. وقام فلاسفة عصر العقل بتصنيف المعرفة في موسوعات، وبتأسيس المعاهد العلمية. كما كان الفلاسفة يؤمنون بإمكانية تطبيق المنهج العلمي على دراسة الطبيعة الإنسانية. واستكشفوا بعض المواضيع في التربية، القانون، الفلسفة، والسياسة. كما وهاجموا الطغيان، الظلم الاجتماعي، والخرافات. وقد أسهم الكثير من أفكارهم في اندلاع الثورتين الأمريكية والفرنسية في أواخر القرن الثامن عشر الميلادي.

## أفكار عصر العقل

### تقديس العقل
كان فلاسفة عصر العقل يؤمنون بأن للبشر مَزِيَّة على كافة المخلوقات الأخرى، لأنهم يستخدمون عقولهم. وقد قابلوا العقل بالجهل والخرافة والقبول غير المنتقد للسلطة، والتي كانوا يحسون بأنها في مجملها قد هيمنت على العصور الوسطى. وأنحو باللائمة على أصحاب السلطة، وخاصة زعماء الكنيسة الرومانية الكاثوليكية، لإبقائهم الآخرين جهلة، كي يحافظوا على سلطاتهم الشخصية.
تأثر فلاسفة عصر العقل إلى حد كبير بالاكتشافات في العلوم الطبيعية. مثل قانون الأجسام الساقطة الذي اكتشفه جاليليو في إيطاليا، وقانون الجاذبية والحركة اللذين صاغهما إسحاق نيوتن في إنجلترا. وأدرك الفلاسفة بأن الوصول إلى تلك الاكتشافات العظيمة تم عن طريق استخدام الرياضيات. ومن ثم اعتقدوا أن الرياضيات تنتج خلاصات مؤكدة تأكيدًا مطلقًا، لأن العملية الرياضية بدأت بحقائق بَدَهية بسيطة، وانتقلت من خطوة بدهية إلى أخرى. وباستخدام هذه الطريقة اكتشف العلماء قوانين الطبيعة التي كانت ستظل مجهولة لولا ذلك. ونتيجة لذلك، آمن فلاسفة عصر العقل بأن الرياضيات هي الأنموذج الذي ينبغي على كافة العلوم الأخرى احتذاؤه.
كان يُظَن بأن العقل هو القوة التي تمكِّن الناس من رؤية الحقائق الرياضية، بنفس الوضوح الذي يمكنهم به رؤية يد أمام أعينهم بالإدراك البصري. غير أن الإدراك البصري ينتج فقط حقائق خاصة أو مشروطة. وعلى سبيل المثال، لمعظم الأيدي خمسة أصابع، ولكن ليس من الضروري أن تكون لكل يد خمسة أصابع، وذلك لأنه يمكن فقدان أصبع أو اثنين في حادثة؛ فالعقل فقط هو الذي ينتج الحقائق الضرورية أو الكلية. والمثال على مثل هذه الحقيقة هو أن 5 زائد 5 تساوي دائمًا 10.
كان فلاسفة عصر العقل يؤمنون بأن لكل شخص إرادة عقلانية تمكنّه من وضع الخطط وتنفيذها. كما أعلنوا بأن الحيوانات تستعبدها عواطفها؛ فعندما يكون الحيوان خائفًا من شيء ما، فإنه يحاول الهرب. أما عندما يكون غاضبًا فإنه يقاتل. غير أن البشر يمكنهم تدبّر وتقرير أفضل طرائق التصرف عندما يكونون خائفين أو غاضبين، أو في ورطة. كما أن في استطاعتهم إجبار أنفسهم على فعل الشيء الصحيح، بدلاً من مجرد فعل ما يبدو أنه الأسهل، أو الأكثر جاذبية.
أدرك الفلاسفة بأن الناس لا يخططون مسبقًا دومًا، بل إنهم كثيرًا ما يتصرفون بالدافع. وعَزُوا ذلك إلى التعليم غير الكافي. وكان الفلاسفة يؤمنون بأن كافة الناس يولدون بالقدرة على استخدام العقل.
كتب الفيلسوف لوك بأن العقل شمعة الله التي نصبها بنفسه في أذهان الرجال، وبأن العقل يجب أن يكون آخر حَكَم ومُرْشد لنا في كل شيء. ويؤمن لوك بأن العقل يعلمنا وجوب توحد الناس وتكوينهم لدولة تحمي حياتهم وحرياتهم وممتلكاتهم. وأشار إلى أنه بالرغم من حتمية تخلِّي الناس عن بعض الحقوق عند تكوين الدولة، فإنهم يكسبون من الحماية أكثر مما يفقدون.
يؤمن لوك بأن في استطاعة أي شخص استخدام العقل، شريطة السماح لتلك القدرة بالتطور. ولذلك شدَّد على أهمية التعليم، وأصر على حق حرية التعبير، وعلى التسامح مع الأفكار المتنازعة.

### اتساق الطبيعة
اعتقد فلاسفة عصر العقل أن الطبيعة واسعة ومعقدة، إلا أنها جيدة الاتساق. وقد وصف الشاعر الإنجليزي ألكسندر بوب الطبيعة بأنها متاهة هائلة، لكنها ليست بدون خارطة. أحس فلاسفة هذه الحقبة بأن كافة الأشياء في الكون تتصرف وفقًا لقوانين بسيطة قليلة، يمكن شرحها رياضيًا. وكان قانون نيوتن الخاص بالجاذبية، مثالهم المفضَل لمثل تلك القوانين.
اعتقد الفلاسفة أن الطبيعة البشرية جيدة الاتساق، مثلها مثل الكون الطبيعي. وفي كتابه روح القوانين (1748)، كتب الفيلسوف الفرنسي مونتسكيو بأن للعالم المادي قوانينه الخاصة به، وبأن للمخلوقات الذكية الأسمى من الإنسان، حسب اعتقاده، قوانينها، وبأن للحيوانات قوانينها، وبأن للإنسان قوانينه. وفكّر مونتسكيو في إمكانية استحداث علْم للطبيعة الإنسانية؛ وبذا صار أحد أوائل الفلاسفة الذين حاولوا صياغة جوانب الاتساق الأساسية في كافة أنماط السلوك الإنساني. شدَّد كُتّاب عصر العقل ورساموه أيضًا على القوانين والمبادئ. وقد عُرف أولئك الفنانون بالانتماء لحركة في الفنون تسمى الكلاسيكية. وكانوا يؤمنون بأنه ينبغي أن تعبِّر الفنون عن الحقائق الكونية بطريقة سامية. وتوضح أعمال الكاتب المسرحي الفرنسي جان راسين وجهة النظر تلك. فقد كان يفضِّل أن يعرض العواطف كما تبدو للمشاهِد بدلاً من محاولته عرض كيفية الإحساس بتجربتها. وفي مسرحيات مثل، بايازيت (1672)؛ فيدر (1677)، أوضح راسين أيضًا المحن التي يمكن أن تحدث عندما يسمح الناس للعاطفة بالتغلب على العقل.

### مذهب الألوهة الطبيعية
كان فلاسفة عصر العقل مقتنعين بتمكن العقل البشري من فهم الكون. كما كان معظم الفلاسفة يعتقدون بأن الله ترك الكون بعد أن خلقه. ويزعمون من خلال هذه النظرية، المسماة مذهب الألوهة الطبيعية، إمكانية المعجزات أو أي أعمال أخرى من قبَل الله. ووفقًا لهذا المذهب، فإن الله نظّم الطبيعة بحيث تستمر آليًا. ولذلك فإن الأحداث المستقبلية قابلة للتنبؤ بصورة قاطعة بناءً على الأحداث السابقة. وكان الفلاسفة يرون أن الكون يعمل كساعة حائط تحفظ الوقت بدرجة تبلغ الكمال، وذلك لأنها صُممت بوساطة صانع ساعات متفوق.

## تأثير عصر العقل
صاغ مفكرو عصر العقل مثاليات عن الكرامة والجدارة الإنسانيتين. وفي فرنسا، كانت تنتقد ظروف الحقبة الاجتماعية والسياسية غير العادلة. وقد أثرت تلك الجماعة، التي ضمت ديدرو، روسو، وفولتير، في زعماء الثورة الفرنسية بدرجة كبيرة. كما أثّر الفلاسفة، وعلى وجه الخصوص جون لوك، الذي كان تأثيره أكبر أهمية، في زعماء الثورة الأمريكية.
كان فلاسفة عصر العقل يختلفون أحيانًا في الأمور الثانوية، غير أنهم جميعًا قبلوا فكرة الفيلسوف الإنجليزي فرانسيس بيكون، القائلة بأن المعرفة هي القوة. ولأنهم كانوا، حسب تعبير بيكون، يهدفون لتحسين أوضاع الإنسان، فإنهم ركزوا جهودهم على تقدم المعرفة. ويفسر تصرفهم ذاك، دواعي تأسيس معاهد فنية، بما فيها الجمعية الملكية بإنجلترا، أثناء عصر العقل.
وإلى جانب ذلك، فإن دافع ترقية المعرفة يفسر دواعي بذل جهود كبيرة في تصنيف وتوزيع نتائج البحث العلمي لتلك الحقبة. وقد قام علماء عديدون بجمع وتصنيف تلك المعرفة، ثم نشرها. وفي الواقع، فإنه يمكن إطلاق تسمية عصر الموسوعة على عصر العقل. وكان العمل المرجعي الأعظم شهرة هو الموسوعة الفرنسية، التي حررها ديدرو، والتي أكملت بين عامي 1751 و1780.
بالنسبة لفلاسفة عصر العقل، كان التقدم في الشؤون الإنسانية يبدو مؤكدًا. فالمسألة، كما يؤمنون، مسألة وقت فقط ليتعلم الناس أن يعملوا العقل، لا أن يسلموا زمامهم للجهل، أو العواطف، أو الخرافة. وعندما يفعل الناس ذلك، فإنهم سيكونون سعداء. وقد عبّر كوندرسيه عن ذلك التفاؤل في كتابه رسم تقريبي للصورة التاريخية لتقدم الذهن البشري المؤلَّف بين عامي 1793 و1794.

## نقد عصر العقل
تبدو معتقدات عديدة من معتقدات عصر العقل ساذجة نوعًا ما في الوقت الراهن. ويعتقد معظم الفلاسفة الآن أن الحقائق المكتشفة بوساطة العقل حقائق كليّة لأنها مجرد إطناب؛ فالإطناب مقولة تكرر الفكرة بصياغة مختلفة، بدون إعطاء أية معلومات جديدة. ويمكننا، على سبيل المثال، القول بأن كافة القطط سنورات. فهذه المقولة حقيقية حقيقة كلية، ولكن فقط لأن القط يعني السنور.
إن الحقائق العقلانية لعصر العقل مجرد تكرارات، فهي لا تخبرنا بأيِّ شيء عن الطبيعة، بل إنها تطلعنا على كيفية استخدام الألفاظ فحسب. ويعتقد فلاسفة أوائل القرن العشرين بأن المقولات الوقائعية عن العالم ليست مؤكدة تأكيدًا مطلقًا. كما أن مثل تلك المقولات مرجّحة في أحسن الأحوال، إن لم تكن زائفة. أحس فلاسفة العقل بأن وجوب محافظة الحكومات على ممتلكات مواطنيها حقيقة بديهية. بَيْدَ أن الفيلسوف الألماني كارل ماركس جادل، في القرن التاسع عشر الميلادي، بأن ذلك الرأي يعكس أهواء الطبقة الوسطى فحسب. وكما يقول ماركس، فإن أولئك الناس هم الذين يملكون الممتلكات، ولذلك فإنهم يريدون المحافظة عليها.
وأكد الفيلسوف الإنجليزي توماس هوبز في أوائل عصر العقل أن الحقائق الكلية هي مجرد تكرارات؛ فقد كتب: إن التفكير ليس إلا مجرد حساب؛ أي جمع وطرح نتائج الأسماء العامة. غير أن القليلين اكترثوا لآراء هوبز.
تعرّض الاعتقاد المتفائل لعصر العقل، المتعلق بإرادة الإنسان العقلانية، للاختبار أيضًا. ففي أوائل القرن العشرين، على سبيل المثال، صرّح الطبيب النمساوي سيغموند فرويد بأن ما نحب أن نعدّه أسبابًا سليمة لتصرفاتنا هي مجرد مسوغات. ويقول فرويد بأننا نتصرف كما نفعل بسبب الدوافع اللاواعية الناشئة من جزء من عقلنا الباطن المسمَّى الهُوَ ومن ثم ننسب الدوافع المقبولة اجتماعيًا لأنفسنا، وذلك لإرضاء الجانب الآخر من عقلنا الباطن المسمَّى الأنا العليا. وعلى أية حال، فإن عصر العقل اندثر قبل وقت طويل من مهاجمة ماركس وفرويد لمعتقداته الأساسية. وقرب نهاية القرن الثامن عشر الميلادي، حدث تغيّر كبير في استشراف الناس؛ فقد صاروا يقدرون الأحاسيس بدلاً من العقل، ويُفضلون العاطفة والفردية والعفوية تجاه الانضباط والنظام والسيطرة. وقد ميَّز ذلك التغيير بداية الحركة الرومانسية.